# Kabalna
Kabalna  je bivše naseljeno mjesto u Hrvatskoj, regiji Slavoniji u Osječko-baranjskoj županiji i pripadalo je nekadašnjoj općini Donji Miholjac,a po posljednjem ustroju pripadalo bi općini Viljevo.

## Zemljopisni položaj
Kabalna se nalazila oko 1,5 km zapadno od današnjeg sela Golinci s kojim je bila povezana mostom preko rijeke Karašice. Južno nalazi se naselje Krunoslavje, a zapadno Kapelna, Bockovac i Ivanovo, te sjeverno šumski kompleks. Od toponima koje podsjećaju u današnje vrijeme na to bivše naselje ostao je naziv Kabalna za poljoprivredno zemljište, gdje se je nekad naselje i nalazilo.

## O naselju
Zbog iseljavanja samog stanovništva, radi zaposlenja i školovanja u urbana naselja i zbog izoliranosti samog sela od važnijih prometnica, selo prestaje postojati. Cijelo područje nakon toga je komasacijom pretvoreno u poljoprivredno zemljište.

## Stanovništvo
| broj stanovnika |       |       |       |       |       |       |       |       | 69    | 241   | 232   | 53    |       |       |       |       |
|                 | 1857. | 1869. | 1880. | 1890. | 1900. | 1910. | 1921. | 1931. | 1948. | 1953. | 1961. | 1971. | 1981. | 1991. | 2001. | 2011. |

Od 1948. do 1961. iskazivano kao dio u naselju Ivanovo. U 1971. iskazano kao samostalno naselje, a 1981. pripojeno naselju Bockovac, te je naselje Kabalna prestajalo postojati.

## Vanjska poveznica
- http://geoportal.dgu.hr/viewer/  Arhivirana inačica izvorne stranice od 29. svibnja 2014. (Wayback Machine)